# Iqtisaduna
La nostra economia (en àrab: اقتصادنا, Iqtisaduna) és un dels principals llibres sobre economia islàmica, escrit pel clergue xiïta Muhammad Baqir al-Sadr. Al-Sadr va nàixer a Kadhimiya, Bagdad, al 1935, i va morir assassinat el 1980 pel règim de Saddam Hussein. Aquesta obra, la va escriure entre el 1960 i 1961, i es publicà pòstumament el 1982; és la principal obra del-Sadr sobre economia i una de les seues obres més reconegudes, la qual fins i tot constitueix en gran part la base de la banca islàmica moderna.

## Contingut
Iqtisaduna és la primera obra íntegrament analítica en economia escrita des d'un punt de vista islàmic. Al-Sadr fa ús de hukm (judicis) legals per a proporcionar una filosofia econòmica. El 1982, l'obra la va traduir a l'anglés el govern de l'Iran. Iqtisaduna està escrita sota tres seccions: Principis i mètodes, Distribucions i els factors de producció; i Distribució i justícia. El llibre consta de tres parts: les dues primeres mostren que l'islam té respostes davant els problemes del món modern en presentar una alternativa tant per al capitalisme com per al socialisme. A la tercera part, l'autor explica la concepció de l'economia islàmica.
L'obra del-Sadr estudia les diferències que hi ha entre la teoria econòmica islàmica i altres teories. Aquesta teoria enfronta problemes econòmics sota el concepte de justícia. L'economia islàmica és una doctrina en què la justícia hi compleix un rol crític. L'economia islàmica incloïa ''cada regla bàsica de la vida econòmica enllaçada amb la idea de justícia social''. Aquesta doctrina basada en creences, lleis, sentiments, conceptes i definicions islàmiques, prové de les fonts de l'islam.
Les primeres parts de l'Iqtisaduna tracten el materialisme històric, el marxisme, el socialisme, el comunisme i el capitalisme. Al-Sadr rebutja el socialisme, perquè l'islam distingeix entre l'individu i el governant d'un estat islàmic, de manera que cal destriar entre propietat pública i privada. Tanmateix, rebutja igualment la noció del capitalisme que la propietat privada està justificada per dret propi, i argumenta que tant la propietat pública com la privada van ser creades per Déu, i els drets i obligacions dels individus i governants privats són, per tant, dictats per l'islam. També rebutja la conclusió que l'economia islàmica és una combinació entre capitalisme i socialisme, i argumenta que tots dos models sorgeixen com a conclusió natural de certes ideologies, mentre que l'economia islàmica sorgeix com a conclusió natural de la ideologia islàmica, i per tant, es justifica totalment, i és independent d'altres sistemes econòmics.

## Acollida
L'advocat Chibli Mallat va escriure un comentari sobre Iqtisaduna en FiveBooks, i el va considerar un dels millors cinc llibres sobre economia. Hi deia: "...Al-Sadr ha reformulat tot l'àmbit de la llei islàmica, i l'ha allunyat de la monstruosa idea mantinguda per ignorants orientals i occidentals per igual. Iqtisaduna és la major il·lustració de l'aggiornamento de Sadr –actualització– de la llei islàmica clàssica..."
Ermin Sinanović, director de Recerca de Programes Acadèmics de l'Institut Internacional de Pensament Islàmic, en va dir: és interessant remarcar que l'Iqtisaduna d'Al-Sadr era més dominant en els cercles acadèmics i en la formulació de polítiques àrabs de llavors.